# Exodus (Kilar)
Exodus – poemat wokalno-symfoniczny na chór mieszany i orkiestrę autorstwa Wojciecha Kilara z 1981 roku, tytułem nawiązujący do Wyjścia Izraelitów z Egiptu pod wodzą Mojżesza. Dzieło dedykowane Krzysztofowi Zanussiemu.
Prawykonanie poematu miało miejsce w Warszawie 19 września 1981 podczas Festiwalu Warszawska Jesień. Wielką Orkiestrą Symfoniczną Polskiego Radia i Telewizji w Katowicach oraz Chórem Polskiego Radia i Telewizji w Krakowie dyrygował Jacek Kaspszyk.
Utwór w idei formalnej stanowi nawiązanie do Boléro Maurice’a Ravela z 1928 roku.